# Castello di Krumbach
Il castello di Krumbach (Schloss Krumbach in tedesco) si trova nell'omonimo comune austriaco del Distretto di Wiener Neustadt-Land, in Bassa Austria e le sue prime strutture risalgono al XIII secolo.

## Storia

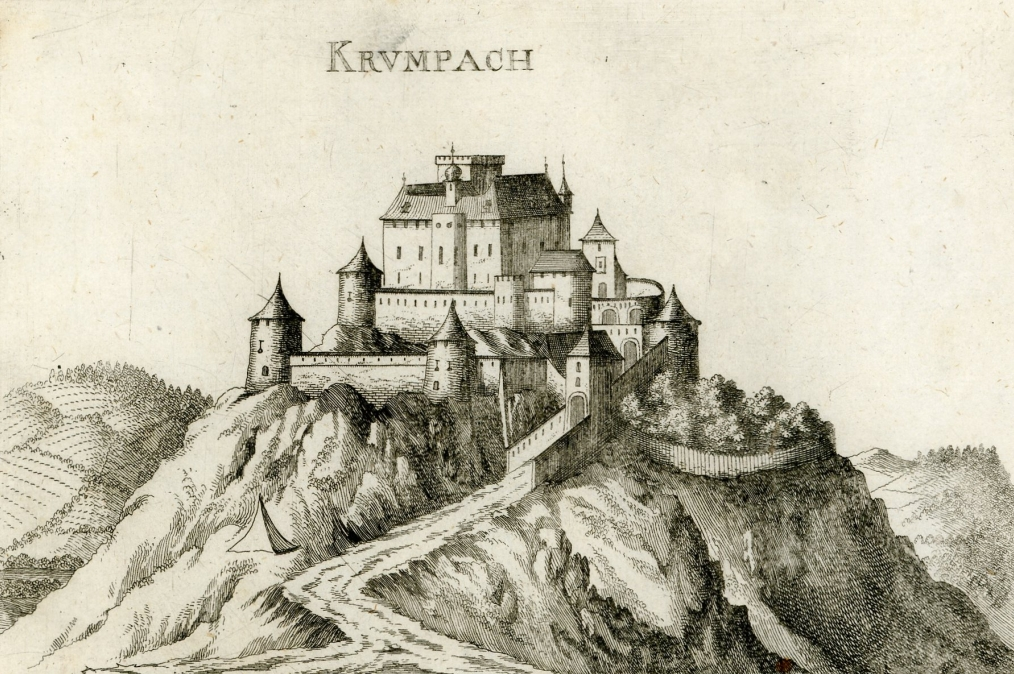
Il castello di Krumbach in una stampa del 1672

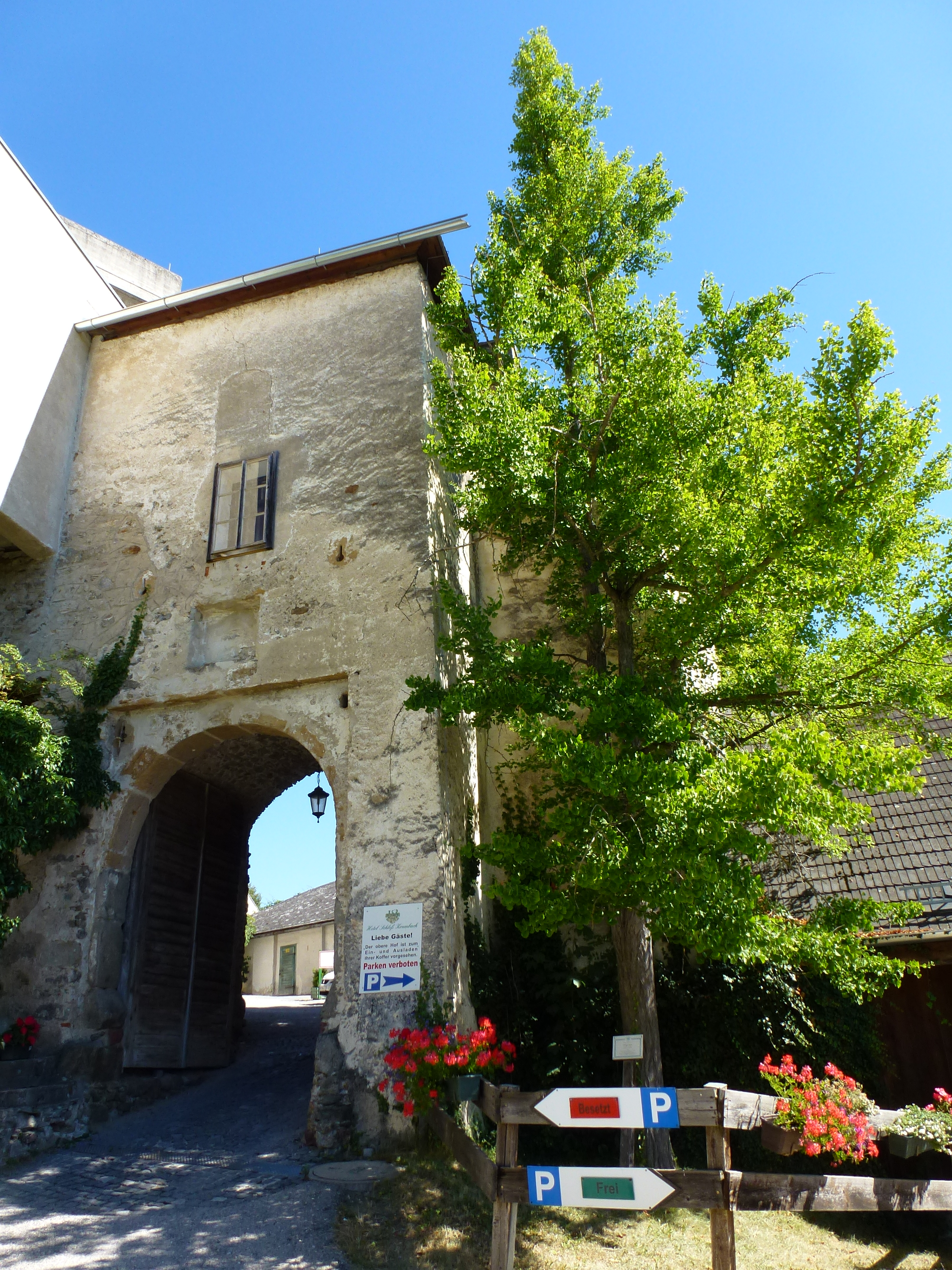
Portale di accesso

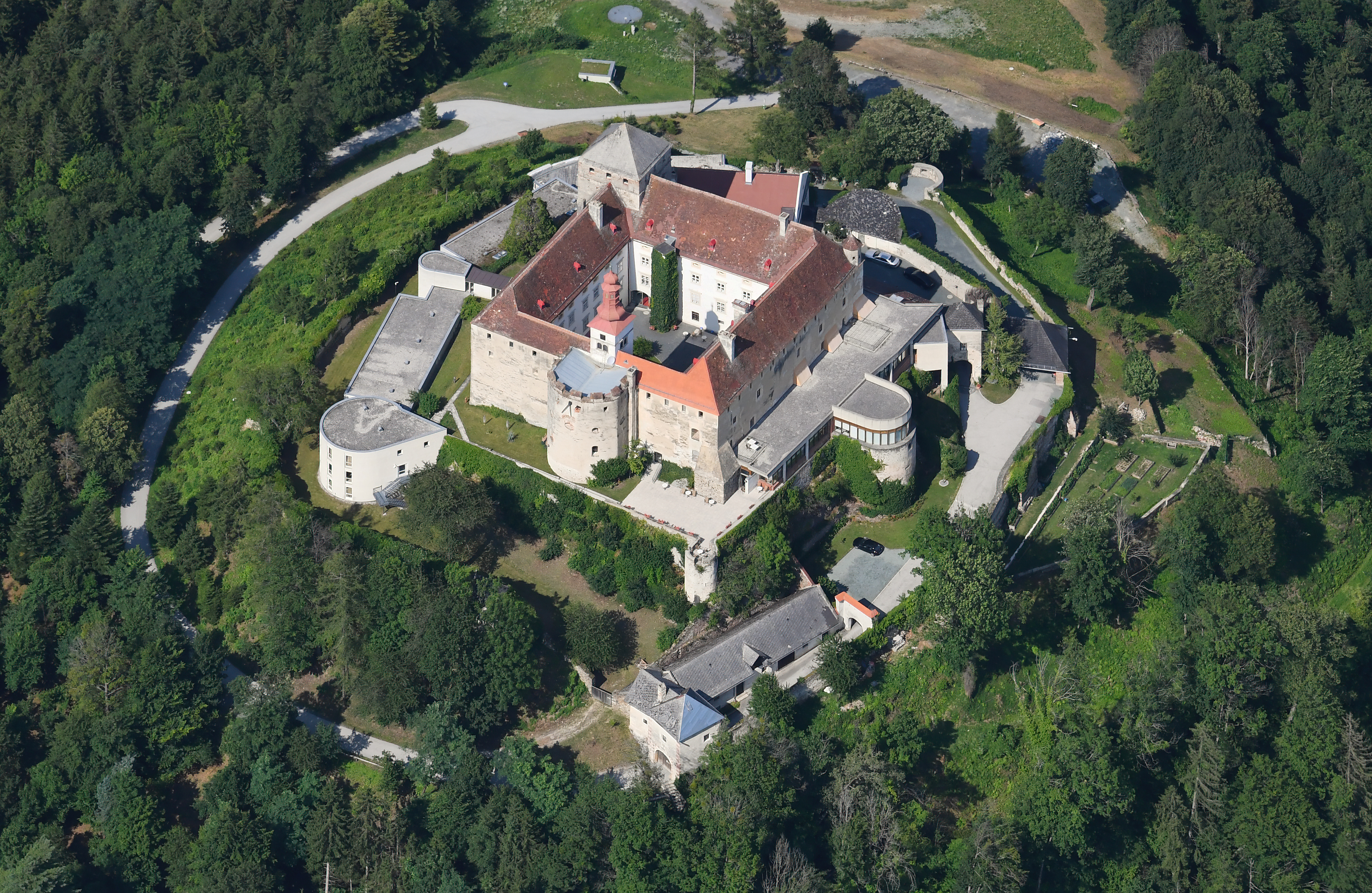
Vista aerea del castello sulla sua collina

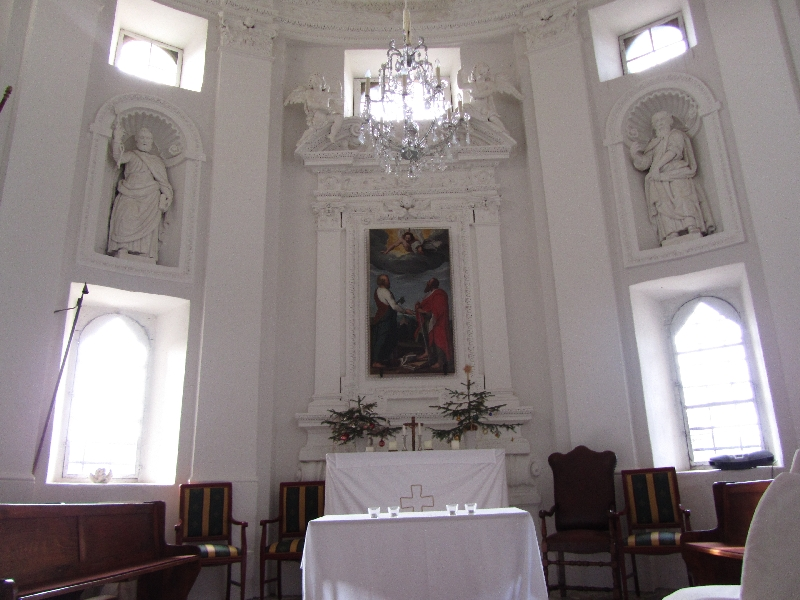
Cappella del castello

Il castello di Krumbach viene menzionato per la prima volta alla fine del XII secolo ma su un sito diverso. La primitiva fortificazione venne sostituita dal maniero che ci è pervenuto attorno alla metà del secolo successivo e fu una struttura in pietra. Il nuovo castello venne attaccato dalle truppe ungheresi del re Stefano V quando invasero la Bassa Austria. Verso la fine del XIV secolo la famiglia nobile che aveva posseduto il castello per circa 250 anni lasciò tale eredità alla famiglia Puchheimer di Vienna. Nel 1462 il castello divenne sede di un tribunale distrettuale. Tra il 1548 e il 1571 la primitiva rocca medievale venne ristrutturata divenendo un castello in stile rinascimentale e le sue strutture difensive vennero ammodernate. 
Con la morte dell'ultimo rappresentantante dei Puchheimer, Johann Christoph III von Puchheim, avvenuta nel 1657, l'erede designato fu il conte Nikolaus IV von Pálffy-Erdödy. Circa due secoli più tardi anche questo ramo nobile si estinse e il castello venne ceduto ad Anton Riehl poi andò a Johann Heissenberger. Quest'ultima famiglia lo abbe sino al 1928 e poi seguirono altri proprietari. Nel 1992 il castello, in stato di abbandono, venne acquisito da una società alberghiera che lo restaurò e lo trasformò in residenza alberghiera che tuttavia, dopo varie ed alterne vicende, venne definitivamente chiusa al pubblico nel 2019. Da quel momento è divenuto sede di una scuola internazionale, la Schloss Krumbach International School.

## Descrizione
Il castello si trova in posizione elevata a sud dell'abitato di Unterhaus, villaggio del comune austriaco di Krumbach nel Distretto di Wiener Neustadt-Land, in Bassa Austria.
Il castello di Krumbach in Austria è un bene sottoposto a tutela artistica col numero 26984.